# Bielice (Rostkowice)
Bielice – część wsi Rostkowice w Polsce, położona w województwie mazowieckim, w powiecie płockim, w gminie Wyszogród.
Wieś szlachecka położona była w drugiej połowie XVI wieku w ziemi wyszogrodzkiej. W latach 1975–1998 Bielice należały administracyjnie do województwa płockiego.